# Apareceu a Margarida
Apareceu a Margarida é uma peça teatral satírica escrita pelo dramaturgo carioca Roberto Athayde em 1971, em seu texto de estreia. A peça foi dirigida por Aderbal Freire Filho e protagonizada por Marília Pêra. Apresentada no Teatro Ipanema, tornou-se um grande sucesso em 1973. A peça foi encenada também em vários países no exterior e ficou 40 anos em cartaz na França.
A peça se passa numa espécie de sala de aula. O elenco da peça é composto por apenas duas pessoas: a Dona Margarida, uma professora, e um aluno. O "aluno" geralmente se senta na plateia, a quem a "professora" se dirige e trata como se fossem crianças de verdade.
Em muitas produções, o público deve se comportar como um grupo de estudantes indisciplinados desobedientes de 13 a 14 anos em uma sala de aula. Geralmente, há um quadro negro no palco, e giz para que o público possa usar para escrever ou desenhar livremente. A atriz que interpreta a Dona Margarida tem a liberdade de improvisar e fazer piadas ou discursos inspirados pelos espectadores.
O dramaturgo Roberto Athayde pretendia que a Dona Margarida representasse o poder em todas as suas formas — o poder do governo, o poder da igreja, o poder da família, o poder dos pares. A Dona Margarida pode e fará qualquer coisa para impor sua vontade sobre seus alunos — primeiro encantando-os, depois intimidando-os e, por fim, manipulando-os com sua sexualidade. As lições de sala de aula da Dona Margarida representam as diversas maneiras pelas quais a vida pode tirar a individualidade dos seres humanos e forçá-los à submissão e à conformidade.

## Elenco
Elenco extraído da Enciclopédia Itaú Cultural.
- Marília Pêra
- Beth Erthal – substituindo Marilia Pêra em excursão
- Ivan Pontes

## Ficha técnica
Ficha técnica extraída da Enciclopédia Itaú Cultural.
- Roberto Athayde – Autor
- Aderbal Freire Filho – Diretor
- Bina Fonyat – Cenografia e Figurino

## Crítica
Na crítica ao espetáculo, Yan Michalski escreve: "Dona Margarida [...] afirma insistentemente querer o nosso bem: 'D. Margarida é uma segunda mãe para vocês'. Mas os métodos de que ela se vale para levar-nos ao paraíso do saber e da boa educação são tão ilógicos e neuróticos que nos sentimos dominados por uma força cega e onipotente, contra a qual não adianta reagir - e, aliás, ela não nos deixa a menor chance de reação. À medida que a aula progride, acabamos mergulhando numa sensação de terror diante do processo irracional do qual estamos sendo passivos objetos, vítimas e hipotéticos – mas implausíveis – futuros beneficiários. [...]

## Prêmios
- Marília Pêra – Prêmio Molière e Prêmio Governador do Estado[1]

## Outras montagens
A peça ganhou inúmeras montagens no país e no exterior, sendo encenada em mais de 30 países, e tendo intérpretes como Annie Girardot na França, dirigida por Jorge Lavelli, em montagem de 1974; Anna Proclemer na Itália, dirigida por Giorgio Albertazzi, em 1975; Estelle Parsons nos Estados Unidos, dirigida pelo próprio Athayde, em 1977; e uma encenação na Grécia assinada por Michael Cacoyannis, em 1975.